# زمین‌لرزه ۲۰۱۰ سالتا
زمین‌لرزه سالتا  در تاریخ ۲۷ فوریه ۲۰۱۰ میلادی، برابر با ‎۸ اسفند ۱۳۸۸، ساعت ۱۲:۴۵:۳۶ به زمان یوتی‌سی در آرژانتین ، منطقه استان سالتا رخ داد.ژرفای این زلزله ۱۵٫۳ کیلومتر بود. بزرگی آن ۶٫۳ در مقیاس Mw بدست آمده‌است.